# 数論力学
数論力学（すうろんりきがく、英: Arithmetic dynamics）は、数学における力学系と数論という二つの領域を融合した分野である。
離散力学とは、古典的には複素平面や実直線の自己写像の反復合成の研究のことである。数論力学は、多項式や有理函数の繰り返しの適用の下で、整数点、有理点、p-進点、あるいは、代数的点の数論的な性質を研究することである。数論力学の基本的な目標は、数論的な性質をその基礎にある幾何学的な構造のことばで記述することにある。
大域的数論力学（たいいきてきすうろんりきがく、英: Global arithmetic dynamics）とは、離散力学系における古典的なディオファントス幾何学に類似した幾何学的構造の研究のことであるが、一方、局所的数論力学（きょくしょてきすうろんりきがく、英: local arithmetic dynamics）は、p-進力学、あるいは非アルキメデス的力学とも呼ばれ、複素数 C を Qpや Cp に置き換えた古典力学の類似物で、カオス的振る舞いやファトゥ集合やジュリア集合を研究する。

次の表は、ディオファントス方程式、特にアーベル多様体と力学系の大まかな対応を記述したものである。
| ディオファントス方程式             | 力学系                 |
| ---------------------------------- | ---------------------- |
| 多様体上の有理点や整数点           | 軌道上の有理点や整数点 |
| アーベル多様体上の有限オーダーの点 | 有理函数の周期点       |

## 離散的力学系の定義と記法
集合 S に対し、F : S → S を S から自分自身への写像とする。自分自身への F の n 回の繰り返しの適用のことを、
{\displaystyle F^{(n)}=F\circ F\circ \cdots \circ F.}
と書くこととする。
点 P ∈ S が周期的 (periodic) とは、ある n > 1 が存在して
F(n)(P) = P であることを言う。
点が前周期的 (preperiodic) とは、ある k ≥ 1 が存在して、F(k)(P) が周期的であることを言う。
P の（前方の）軌道 ((forward) orbit of P) とは、集合
{\displaystyle O_{F}(P)={\bigl \{}P,F(P),F^{(2)}(P),F^{(3)}(P),F^{(4)}(P),\ldots {\bigr \}}.}
のことを言う。
このようにして、P が前周期的であることと、その軌道 OF(P) が有限であることとは同値である。

## 前周期的点の数論的性質
F(x) を係数を Q にもつ少なくとも次数 2 の有理函数とする。ノースコット (Northcott) の定理は、F が有限個の Q-有理的前周期点、すなわち、F が P1(Q) に有限個の前周期点しか持たないことを言っている。
パトリック・モルトン (Patrick Morton) とジョセフ・シルバーマン (Joseph Silverman) の Uniform Boundedness Conjectureは、P1(Q) の中の F の前周期的点の数は、F の次数にのみ依存する定数によって境界が決まるという予想である。
より一般的に、F : PN → PN を数体 K 上に定義された少なくとも次数 2 の写像とする。ノースコットの定理は、F が PN(K) 内に有限個の前周期的点しか持たないことを言い、一般化された uniform boundedness conjecture は PN(K) 内の前周期的点の数が、Q 上の F の次数と K の次数および N によってのみ定まる項によって制限されるという予想である。
有理数体 Q 上の二次多項式 Fc(x) = x2 + c に対しても、uniform boundedness conjecture は証明されていない。これが証明されている場合は、Fc(x) が周期 4 の周期点を持たない場合 周期 5 の周期点と周期 6 の周期点の場合である。ただし、周期 6 の結果はバーチ・スウィンナートン＝ダイアー予想を前提としている。ビヨルン・プーネン (Bjorn Poonen) は、Fc(x) は 3 より大きい周期の有理的な周期点は持ちえないことを予想した。

## 軌道の整数点
有理写像の軌道は無限に多くの整数点を持つことがある。例えば、F(x) を整数係数の多項式とし、a を整数とすると、明らかに、全ての軌道 OF(a) は整数全てからなっている。同様に、F(x) を有理写像、繰り返し F(n)(x) を整数係数の多項式とすると、全ての n 番目の軌道の要素は整数である。この現象の例は写像 F(x) =
1/xd での現象で、2番目の繰り返しは多項式である。このことは、無限個の整数点を含むような軌道は、この方法以外にないことを示している。
定理 F(x) ∈ Q(x) を少なくとも次数 2 の有理函数として、F で多項式であるような繰り返しが存在しないとする。 a ∈ Q とすると、軌道 OF(a) は有限個の整数しか持たない。

## 部分多様体上にある力学的に定義された点
張寿武(Shouwu Zhang)他による一般的な予想は、無限に多くの周期点を持つ部分多様体や、無限に多くの軌道と交叉する部分多様体を扱っている。これらは、それぞれ、レイノーにより証明されたマーニン・マンフォード予想と、ゲルト・ファルティングス(Gerd Faltings)により証明されたモーデル・ラングの予想の力学的類似物となっている。次の予想は、部分多様体が曲線の場合の一般論の説明である。
予想 F : PN → PN を写像とし、C ⊂ PN を既約な代数曲線とする。次のどちらかが正しいとする。

(a)  C は無限個の F の周期点をもっている。

(b)  点 P ∈ PN が存在し、C は軌道 OF( P) の中に無限個の点を持つ。

すると、C は F に対し周期点を持つ。この意味は、C を自分自身へ写す写像 F の繰り返しが存在するという意味である。

## p-進力学
p-進（非アルキメデス的）力学(p-adic (or nonarchimedean) dynamics)の分野では、非アルキメデス的な付値の観点から完全な体上の古典的力学方程式の研究を行っている。そのような体の例としては、p-進有理数 Qp やその代数的な完全化 Cp がある。K の計量と等連続性の定義により、有理写像 F(x) ∈ K(x) のファトゥやジュリア集合の定義を可能となる。複素数と非アルキメデス的な理論の間には多くの共通点があるが、多くの違いもある。最も明確な違いは、非アルキメデス的な設定ではファトゥ集合はいつも空集合であり、ジュリア集合は空かもしれない。このことは、複素数の上では正しいことの逆である。非アルキメデス的力学はベルコビッチ空間(Berkovich space)へ拡張され、ベルコビッチ空間は、全体では不連続な非局所コンパクトな体 Cp を含むコンパクトな連結空間である。

## 一般化
Q や Qp が数体や p-進完備化と置き換わるような自然な数論力学の一般化が存在する。もうひとつの自然な一般化が P1 や PN の自己写像を他のアフィン多様体 V → V や 射影多様体上の自己写像に置き換えることである。

## 数論と力学の交叉する他の領域
他にも力学系の設定に自然に現れる多くの数論的問題があるの以下に挙げる。
- 有限体上の力学
- C(x) のような函数体上の力学
- 形式的 p-進べき級数の繰り返し
- リー群上の力学
- モジュライ空間を力学的に定義する数論的性質
- 等分配（英語版）(equidistribution)[12] と不変測度、特に、p-進空間上の
- ドリンフェルト加群上の力学
- 多様体上の有理写像によっては記述することのできない数論的な繰り返し問題、例えば、コラッツ問題
- 実数の数論的展開を基礎とした力学系のシンボリックなコーディング[13]

Arithmetic Dynamics Reference Listには、数論的力学のトピックスの広い範囲をカバーする論文や書籍の大きなリストが掲載されている。

## 参照項目
- 数論幾何(Arithmetic geometry)
- 数論トポロジー
- 組み合わせと力学系（英語版）(Combinatorics and dynamical systems)

## 進んだ文献
- Lecture Notes on Arithmetic Dynamics Arizona Winter School, March 13–17, 2010, Joseph H. Silverman
- Chapter 15 of A first course in dynamics: with a panorama of recent developments, Boris Hasselblatt, A. B. Katok, Cambridge University Press, 2003, ISBN 978-0-521-58750-1